# Emotion Engine

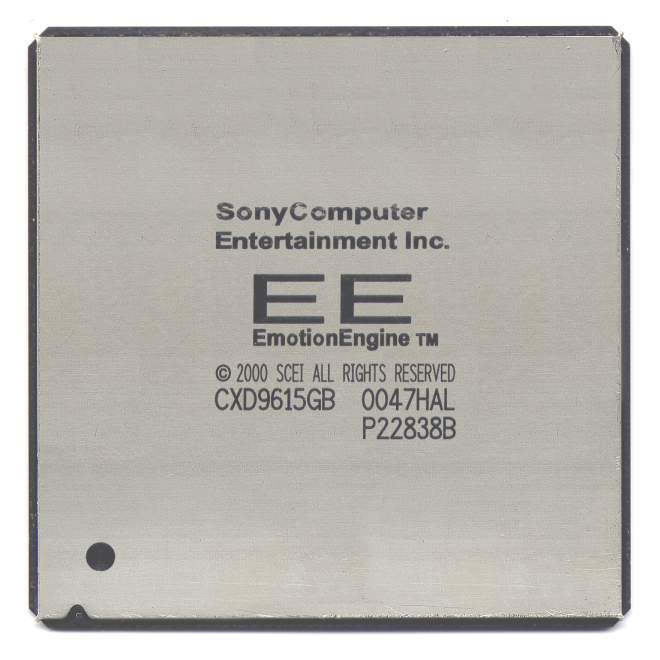
Vista de la Sony EmotionEngine CXD9615GB

Emotion Engine és la unitat central de processament desenvolupada i produïda per Sony i Toshiba per ser utilitzada en les videoconsoles PlayStation 2. Va ser utilitzada en algunes de les primeres versions de la PlayStation 3 llançades al Japó i Estats Units com a part de la retrocompatibilitat de jocs. La seva producció en massa es va iniciar el 1999 i va acabar l'any 2012 al mateix moment que és retirada la PlayStation 2.

## Descripció

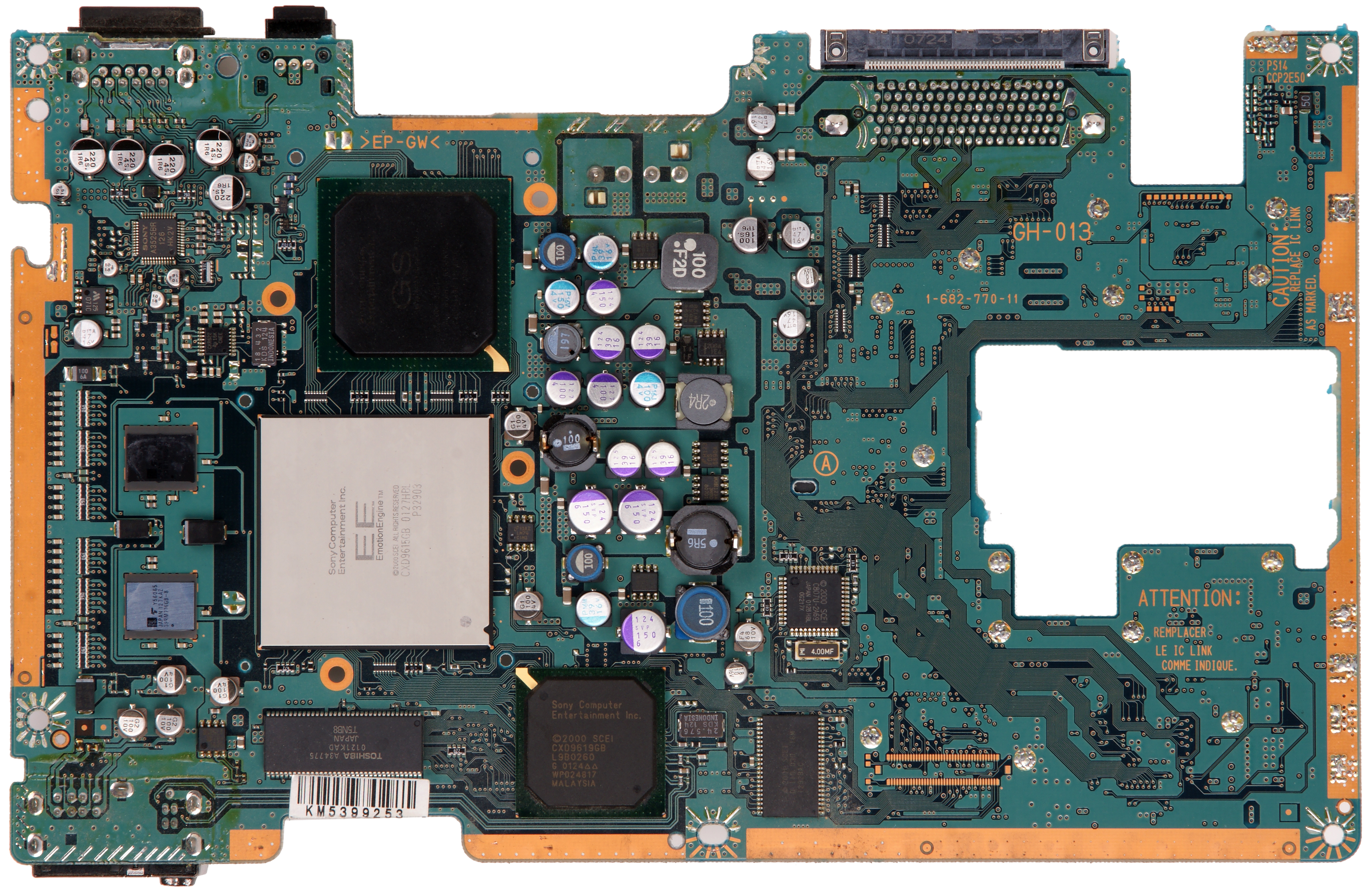
Vista de la seva posició a la placa de la PS2

L'Emotion Engine, consisteix en vuit unitats independents, on cadascuna treballa una tasca diferent, integrades en un mateix die. Aquestes unitats són:
- Un nucli CPU.
- Dues unitats de processament vectorial (VPU).
- Un accés directe a memòria de deu canals.
- Un controlador de memòria.
- Una unitat processadora d'imatge.

Compta amb tres interfícies, una d'entrada/sortida cap el processador I/O, una interfície gràfica cap al sintetitzador de gràfics i una interfície al sistema de memòria.
La CPU es veu aparellada a la primera VPU, per a executar juntes el codi de joc i els càlculs de modelització d'alt nivell. La segona VPU, s'empra en transformacions geomètriques i il·luminació, operant de forma independent a través de microcodi. Quan la primera VPU no és requerida per la CPU, treballa recolzant a la segona. La llista de desplegament generada per aquestes unitats és traslladada a la unitat d'imatge, que prioritza i ordena aquesta abans de ser enviat al sintetitzador de gràfics.

## Fabricació
L'Emotion Engine comptava amb prop de deu milions i mig de transistors en un circuit integrat de 240 mil·límetres quadrats. Fou fabricat en un semiconductor complementari d'òxid metàl·lic de 0.18 µm amb quatre nivells d'interconnexió.

## Ús
A més d'aparèixer a la PlayStation 2, l'Emotion Engine, va ser introduït a les primeres versions de la PlayStation 3. Amb les següents revisions, es va decidir eliminar la retrocompatibilitat de jocs tractant d'abaratir el preu de venda de la consola, en poder prescindir d'aquests components.

## Especificacions
- Freqüència del nucli: 300MHz
- Freqüència de la placa: 100MHz
- Tensió: 1.8V
- Memòria cau de primer nivell: 16+8KB
- BUS: 128bits[1]

## Rendiment
- 6200 milions d'operacions en coma flotant per segon.
- 66 milions de polígons per segon (amb efectes d'il·luminació i boira 36 milions).
- Descompressió d'imatge: 150 milions de píxels per segon.